# Evangelisches Krankenhaus Bergisch Gladbach

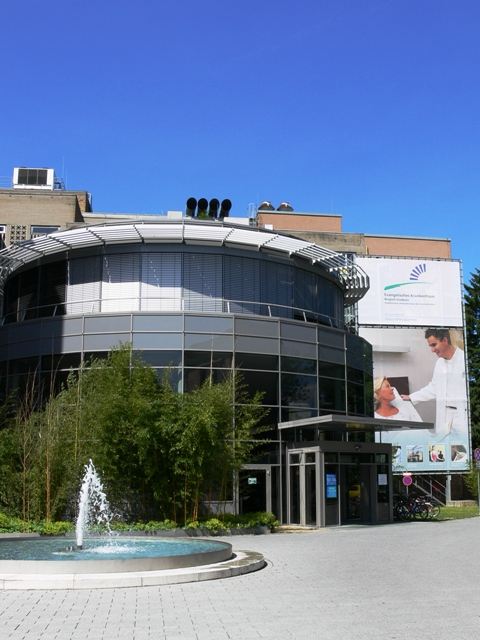
Portal Evangelisches Krankenhaus Bergisch Gladbach

Das Evangelische Krankenhaus Bergisch Gladbach gGmbH ist ein Allgemeinkrankenhaus mit 409 Betten in freigemeinnütziger Trägerschaft in der östlich von Köln im Bergischen Land gelegenen Kreisstadt Bergisch Gladbach. Jährlich werden 15.000 Patienten vollstationär versorgt. Das EVK ist seit 2000 Mitglied im Deutschen Netz Gesundheitsfördernder Krankenhäuser gem. e.V. der Weltgesundheitsorganisation (WHO).

## Geschichte
Als Wohlfahrtshaus der Evangelischen Gemeinde Bergisch Gladbach 1928 gegründet, wurde es mit Erlaubnis des Kölner Regierungspräsidiums am 16. April 1929 zum Krankenhaus und Altenheim. Am 1. Januar 1970 wurde das Haus aus der evangelischen Gemeinde ausgegliedert und in eine gGmbH umgewandelt. Seit 2010 gehört es zur Holding Evangelische Kliniken Rheinland gGmbH.

## Struktur
Das Krankenhaus ist in folgende Fachabteilungen und nicht bettenführende Unterdisziplinen mit besonderen medizinischen Schwerpunkten gegliedert:
- Klinik für allgemeine Chirurgie und Viszeralchirurgie mit Koloproktologie
- Klinik Gefäßchirurgie -vaskuläre und endovaskuläre Chirurgie-
- Klinik für Unfallchirurgie, Wirbelsäulenchirurgie und Orthopädie
- Frauenklinik mit Gynäkologie, interdisziplinärem Brustzentrum und Geburtshilfe in Kooperation mit Neonatologie des Kinderkrankenhauses Amsterdamer Str. der Stadt Köln
- Klinik für Innere Medizin und Kardiologie
- Medizinische Klinik und Gastroenterologie (Mitglied im Magen-Darm-Zentrum Bergisch Gladbach)
- Klinik für Innere Medizin und Pneumologie
- Klinik für Innere Medizin und Elektrophysiologie
- Klinik für allgemeine Psychiatrie, Psychotherapie und Psychosomatik (Pflichtversorgung für den Rheinisch-Bergischen Kreis ohne die Städte Burscheid und Leichlingen) mit Psychiatrischer Institutsambulanz und Psychiatrischer Tagesklinik
- Institut für Radiologie und Nuklearmedizin u. a. mit Computertomographie, Kernspintomographie, Mammographie und Stereotaktisch gestützter Vakuumbiopsie, farbkodierte Duplexsonographie
- Klinik für Anästhesiologie und Intensivmedizin mit Schmerzambulanz und 24-stündigem Schmerzdienst. Die ärztlichen Mitarbeiter der Fachabteilung sind an der notärztlichen Versorgung des Rheinisch-Bergischen-Kreises beteiligt, stellen den Ärztlichen Leiter für den Rettungsdienst[3] und den Ärztlichen Leiter des Notarztstandortes EVK.

### Akademische Lehre und Ausbildung
Seit 1982 ist das EVK Akademisches Lehrkrankenhaus der Rheinischen Friedrich-Wilhelms-Universität Bonn. Die Klinik für allgemeine Psychiatrie, Psychotherapie und Psychosomatik kooperiert mit der Fakultät für Medizin an der Universität Witten/Herdecke. Ausgebildet wird in der Krankenpflege sowie in kaufmännischen, technischen und hauswirtschaftlichen Bereichen.

### Weitere Einrichtungen
- Krankenpflegeschule
- Senioreneinrichtungen
- Ambulante Pflegestation/Diakoniestation
- Ambulante kardiologische/angiologische Rehabilitation
- Koordinationsstelle für Selbsthilfegruppen
- Gesundheitsmesse